# Тилаволдиев, Нодирбек Хакимович
Нодирбек Хакимович Тилаволдиев (24 июня 1979 года, Ферганская область, Узбекская ССР) — узбекский менеджер и политический деятель, депутат Законодательной палаты Олий Мажлиса Республики Узбекистан IV созыва. Член Демократической партии Узбекистана «Миллий Тикланиш».

## Биография
Нодирбек Тилаволдиев окончил Стетсонский университет (США) и Ферганский политехнический институт. В 2020 году избран в Законодательную палату Олий Мажлиса Республики Узбекистан IV созыва, а также назначен на должность заместителя председателя Комитета по вопросам промышленности, строительства и торговли Законодательной палаты Олий Мажлиса Республики Узбекистан.